# هانس جاكوب أرنولد جنسن
هانس جاكوب أرنولد جنسن (بالنرويجية البوكمول: Hans Jacob Arnold Jensen)‏ هو سياسي نرويجي، ولد في 12 سبتمبر 1777، وتوفي في 3 أكتوبر 1853. انتخب عضو برلمان النرويج ‏.